# Afrikanische Diaspora
Afrikanische Diaspora (englisch people of African heritage) bezeichnet die Gesamtheit der geografisch vom „Mutterkontinent“ Afrika entfernt lebenden Menschen afrikanischer, insbesondere subsaharischer Herkunft.
Zur Diaspora zählen Afroamerikaner in Nordamerika (auch Afrokanadier), in der Karibik und in Südamerika ebenso wie Nachfahren afrikanischer Migranten in Europa (wie Afrodeutsche oder Afroösterreicher), in Asien und der restlichen Welt. Der Hauptanteil der afrikanischen Diaspora entstand hierbei durch den transatlantischen Sklavenhandel mit der heute entsprechend größten Population in Brasilien (Afrobrasilianer). Aufgrund des in Brasilien besonders hohen Bevölkerungsanteils an Menschen, die sowohl von Europäern wie von Afrikanern abstammen, sehen sich aber gerade in Brasilien nur sehr wenige Menschen afrikanischer Herkunft selber als Teil einer afrikanischen Diaspora, sondern betonen vielmehr die eigene aus einer Mischung der Kulturen hervorgegangene Identität.
Afrikanische Diaspora bezeichnet allgemein das gemeinsame kulturelle Erbe dieser Menschen oder Gemeinschaften, ihrer afrikanischen Wurzeln oder Identität und entspricht einer afrozentrischen Weltanschauung. Die Afrikanische Union hat diese definiert als „bestehend aus Menschen afrikanischen Ursprungs, die unbeschadet ihrer Staatsbürgerschaft und Nationalität außerhalb des Kontinents leben und die willens sind, zur Entwicklung des Kontinents und zum Aufbau der Afrikanischen Union beizutragen“.
Manche Vertreter des Panafrikanismus sehen in bestimmten Ureinwohnergemeinschaften der Malaiischen Halbinsel, Neuguineas, Indiens, Melanesiens und Mikronesiens Angehörige der afrikanischen Diaspora.